# Ремуна
Рему́на (англ. Remuna) — город в округе Баласор индийского штата Орисса. 

## География
Средняя высота над уровнем моря — 20 метров.

## Демография
По данным всеиндийской переписи 2001 года, в городе проживало 28 958 человек, из которых мужчины составляли 52 %, женщины — соответственно 48 %. Уровень грамотности взрослого населения составлял 63 % (при общеиндийском показателе 59,5 %). 14 % населения было моложе 6 лет.

## Достопримечательности
В городе расположен известный вайшнавский храм Кришны — Храм Кширачоры-Гопинатхи.